# Nova (Zala)
Nova es un pueblo ubicado en el condado de Zala, Hungría.

## Superficie
Posee una superficie de 39,29 kilómetros cuadrados.

## Demografía
Hasta 2021 la población era de 812 habitantes, con una densidad de población de 20,66 habitantes por kilómetro cuadrado. En 2011 el 78,8% de la población estaba conformada por húngaros y la religión predominante era el catolicismo.